# National Basketball Association 2010/2011
National Basketball Association 2010/2011 var den 65:e säsongen av NBA, där den reguljära säsongen löpte från tisdagen den 26 oktober 2010 till onsdagen den 13 april 2011, följd av ett slutspel från den 16 april fram till och med 12 juni 2011. Samtliga 30 lag spelade 82 matcher under grundserien vilket gjorde att det spelades totalt 1.230 matcher under säsongen.
Söndagen den 12 juni blev Dallas Mavericks mästare för första gången efter finalseger mot Miami Heat med 4-2 i matcher.
NBA:s 60:e All-Star match spelades den 20 februari 2011 i Staples Center, Los Angeles i Kalifornien och Western Conference vann över Eastern Conference med 148-143.
NBA-draften hölls den 24 juni 2010 i Madison Square Garden i New York.

## Eastern Conference
Not: SP = Spelade matcher, V = Vinster, F = Förluster, PCT = Vinstprocent, Hemma = Vinster/Förluster hemma, Borta = Vinster/Förluster borta, Div = Vinster/Förluster i sin Division
| Pos | Eastern Conference  | SP | V  | F  | PCT  | Hemma | Borta | Div  |
| --- | ------------------- | -- | -- | -- | ---- | ----- | ----- | ---- |
| 1   | Chicago Bulls       | 82 | 62 | 20 | .756 | 36–5  | 26–15 | 15–1 |
| 2   | Miami Heat          | 82 | 58 | 24 | .707 | 30–11 | 28–13 | 13–3 |
| 3   | Boston Celtics      | 82 | 56 | 26 | .683 | 33–8  | 23–18 | 13–3 |
| 4   | Orlando Magic       | 82 | 52 | 30 | .634 | 29–12 | 23–18 | 11–5 |
| 5   | Atlanta Hawks       | 82 | 44 | 38 | .537 | 24–17 | 20–21 | 9–7  |
| 6   | New York Knicks     | 82 | 42 | 40 | .512 | 23–18 | 19–22 | 10–6 |
| 7   | Philadelphia 76ers  | 82 | 41 | 41 | .500 | 26–15 | 15–26 | 9–7  |
| 8   | Indiana Pacers      | 82 | 37 | 45 | .451 | 24–17 | 13–28 | 9–7  |
|     |                     |    |    |    |      |       |       |      |
| 9   | Milwaukee Bucks     | 82 | 35 | 47 | .427 | 22–19 | 13–28 | 6–10 |
| 10  | Charlotte Bobcats   | 82 | 34 | 48 | .415 | 21–20 | 13–28 | 4–12 |
| 11  | Detroit Pistons     | 82 | 30 | 52 | .366 | 21–20 | 9–32  | 7–9  |
| 12  | New Jersey Nets     | 82 | 24 | 58 | .293 | 19–22 | 5–36  | 3–13 |
| 13  | Washington Wizards  | 82 | 23 | 59 | .280 | 20–21 | 3–38  | 3–13 |
| 14  | Toronto Raptors     | 82 | 22 | 60 | .268 | 16–25 | 6–35  | 5–11 |
| 15  | Cleveland Cavaliers | 82 | 19 | 63 | .232 | 12–29 | 7–34  | 3–13 |

| Pos | Atlantic Division  | SP | V  | F  | PCT  | Hemma | Borta | Div  |
| --- | ------------------ | -- | -- | -- | ---- | ----- | ----- | ---- |
| 1   | Boston Celtics     | 82 | 56 | 26 | .683 | 33–8  | 23–18 | 13–3 |
| 2   | New York Knicks    | 82 | 42 | 40 | .512 | 23–18 | 19–22 | 10–6 |
| 3   | Philadelphia 76ers | 82 | 41 | 41 | .500 | 26–15 | 15–26 | 9–7  |
|     |                    |    |    |    |      |       |       |      |
| 4   | New Jersey Nets    | 82 | 24 | 58 | .293 | 19–22 | 5–36  | 3–13 |
| 5   | Toronto Raptors    | 82 | 22 | 60 | .268 | 16–25 | 6–35  | 5–11 |

| Pos | Central Division    | SP | V  | F  | PCT  | Hemma | Borta | Div  |
| --- | ------------------- | -- | -- | -- | ---- | ----- | ----- | ---- |
| 1   | Chicago Bulls       | 82 | 62 | 20 | .756 | 36–5  | 26–15 | 15–1 |
| 2   | Indiana Pacers      | 82 | 37 | 45 | .451 | 24–17 | 13–28 | 9–7  |
|     |                     |    |    |    |      |       |       |      |
| 3   | Milwaukee Bucks     | 82 | 35 | 47 | .427 | 22–19 | 13–28 | 6–10 |
| 4   | Detroit Pistons     | 82 | 30 | 52 | .366 | 21–20 | 9–32  | 7–9  |
| 5   | Cleveland Cavaliers | 82 | 19 | 63 | .232 | 12–29 | 7–34  | 3–13 |

| Pos | Southeast Division | SP | V  | F  | PCT  | Hemma | Borta | Div  |
| --- | ------------------ | -- | -- | -- | ---- | ----- | ----- | ---- |
| 1   | Miami Heat         | 82 | 58 | 24 | .707 | 30–11 | 28–13 | 13–3 |
| 2   | Orlando Magic      | 82 | 52 | 30 | .634 | 29–12 | 23–18 | 11–5 |
| 3   | Atlanta Hawks      | 82 | 44 | 38 | .537 | 24–17 | 20–21 | 9–7  |
|     |                    |    |    |    |      |       |       |      |
| 4   | Charlotte Bobcats  | 82 | 34 | 48 | .415 | 21–20 | 13–28 | 4–12 |
| 5   | Washington Wizards | 82 | 23 | 59 | .280 | 20–21 | 3–38  | 3–13 |

## Western Conference
Not: SP = Spelade matcher, V = Vinster, F = Förluster, PCT = Vinstprocent, Hemma = Vinster/Förluster hemma, Borta = Vinster/Förluster borta, Div = Vinster/Förluster i sin Division
| Pos | Eastern Conference     | SP | V  | F  | PCT  | Hemma | Borta | Div  |
| --- | ---------------------- | -- | -- | -- | ---- | ----- | ----- | ---- |
| 1   | San Antonio Spurs      | 82 | 61 | 21 | .744 | 36–5  | 25–16 | 10–6 |
| 2   | Los Angeles Lakers     | 82 | 57 | 25 | .695 | 30–11 | 27–14 | 12–4 |
| 3   | Dallas Mavericks       | 82 | 57 | 25 | .695 | 29–12 | 28–13 | 8–8  |
| 4   | Oklahoma City Thunder  | 82 | 55 | 27 | .671 | 30–11 | 25–16 | 13–3 |
| 5   | Denver Nuggets         | 82 | 50 | 32 | .610 | 33–8  | 17–24 | 9–7  |
| 6   | Portland Trail Blazers | 82 | 48 | 34 | .585 | 30–11 | 18–23 | 10–6 |
| 7   | New Orleans Hornets    | 82 | 46 | 36 | .561 | 28–13 | 18–23 | 9–7  |
| 8   | Memphis Grizzlies      | 82 | 46 | 36 | .561 | 30–11 | 16–25 | 8–8  |
|     |                        |    |    |    |      |       |       |      |
| 9   | Houston Rockets        | 82 | 43 | 39 | .524 | 25–16 | 18–23 | 5–11 |
| 10  | Phoenix Suns           | 82 | 40 | 42 | .488 | 23–18 | 17–24 | 9–7  |
| 11  | Utah Jazz              | 82 | 39 | 43 | .476 | 21–20 | 18–23 | 7–9  |
| 12  | Golden State Warriors  | 82 | 36 | 46 | .439 | 26–15 | 10–31 | 5–11 |
| 13  | Los Angeles Clippers   | 82 | 32 | 50 | .390 | 23–18 | 9–32  | 7–9  |
| 14  | Sacramento Kings       | 82 | 24 | 58 | .293 | 11–30 | 13–28 | 7–9  |
| 15  | Minnesota Timberwolves | 82 | 17 | 65 | .207 | 12–29 | 5–36  | 1–15 |

| Pos | Northwest Division     | SP | V  | F  | PCT  | Hemma | Borta | Div  |
| --- | ---------------------- | -- | -- | -- | ---- | ----- | ----- | ---- |
| 1   | Oklahoma City Thunder  | 82 | 55 | 27 | .671 | 30–11 | 25–16 | 13–3 |
| 2   | Denver Nuggets         | 82 | 50 | 32 | .610 | 33–8  | 17–24 | 9–7  |
| 3   | Portland Trail Blazers | 82 | 48 | 34 | .585 | 30–11 | 18–23 | 10–6 |
|     |                        |    |    |    |      |       |       |      |
| 4   | Utah Jazz              | 82 | 39 | 43 | .476 | 21–20 | 18–23 | 7–9  |
| 5   | Minnesota Timberwolves | 82 | 17 | 65 | .207 | 12–29 | 5–36  | 1–15 |

| Pos | Pacific Division      | SP | V  | F  | PCT  | Hemma | Borta | Div  |
| --- | --------------------- | -- | -- | -- | ---- | ----- | ----- | ---- |
| 1   | Los Angeles Lakers    | 82 | 57 | 25 | .695 | 30–11 | 27–14 | 12–4 |
|     |                       |    |    |    |      |       |       |      |
| 2   | Phoenix Suns          | 82 | 40 | 42 | .488 | 23–18 | 17–24 | 9–7  |
| 3   | Golden State Warriors | 82 | 36 | 46 | .439 | 26–15 | 10–31 | 5–11 |
| 4   | Los Angeles Clippers  | 82 | 32 | 50 | .390 | 23–18 | 9–32  | 7–9  |
| 5   | Sacramento Kings      | 82 | 24 | 58 | .293 | 11–30 | 13–28 | 7–9  |

| Pos | Southwest Division  | SP | V  | F  | PCT  | Hemma | Borta | Div  |
| --- | ------------------- | -- | -- | -- | ---- | ----- | ----- | ---- |
| 1   | San Antonio Spurs   | 82 | 61 | 21 | .744 | 36–5  | 25–16 | 10–6 |
| 2   | Dallas Mavericks    | 82 | 57 | 25 | .695 | 29–12 | 28–13 | 8–8  |
| 3   | New Orleans Hornets | 82 | 46 | 36 | .561 | 28–13 | 18–23 | 9–7  |
| 4   | Memphis Grizzlies   | 82 | 46 | 36 | .561 | 30–11 | 16–25 | 8–8  |
|     |                     |    |    |    |      |       |       |      |
| 5   | Houston Rockets     | 82 | 43 | 39 | .524 | 25–16 | 18–23 | 5–11 |

## Slutspelet
De åtta bästa lagen i den östra och den västra konferensen går till slutspel där det bäst rankade laget möter det åttonde, andra mot sjunde osv. I andra rundan (Konferenssemifinalerna) har de två bäst placerade lagen i grundserien fördel av hemmaplan och i tredje (Konferensfinalerna) har det bäst placerade laget fördel av hemmaplan.

### Slutspelsträd
|  | Konferenskvartsfinaler Bäst av 7 matcher | Konferenskvartsfinaler Bäst av 7 matcher | Konferenskvartsfinaler Bäst av 7 matcher |                  |     | Konferenssemifinaler Bäst av 7 matcher | Konferenssemifinaler Bäst av 7 matcher | Konferenssemifinaler Bäst av 7 matcher |  |  | Konferensfinaler Bäst av 7 matcher | Konferensfinaler Bäst av 7 matcher | Konferensfinaler Bäst av 7 matcher |  |  | NBA-final Bäst av 7 matcher | NBA-final Bäst av 7 matcher | NBA-final Bäst av 7 matcher |  |
|  |                                          |                                          |                                          |                  |     |                                        |                                        |                                        |  |  |                                    |                                    |                                    |  |  |                             |                             |                             |  |
|  | 1                                        | Chicago                                  | 4                                        |                  |     |                                        |                                        |                                        |  |  |                                    |                                    |                                    |  |  |                             |                             |                             |  |
|  | 1                                        | Chicago                                  | 4                                        |                  |     |                                        |                                        |                                        |  |  |                                    |                                    |                                    |  |  |                             |                             |                             |  |
|  | 8                                        | Indiana                                  | 1                                        |                  |     |                                        |                                        |                                        |  |  |                                    |                                    |                                    |  |  |                             |                             |                             |  |
|  | 8                                        | Indiana                                  | 1                                        |                  | 1   | Chicago                                | 4                                      |                                        |  |  |                                    |                                    |                                    |  |  |                             |                             |                             |  |
|  |                                          |                                          |                                          |                  | 1   | Chicago                                | 4                                      |                                        |  |  |                                    |                                    |                                    |  |  |                             |                             |                             |  |
|  |                                          |                                          | 5                                        | Atlanta          | 2   |                                        |                                        |                                        |  |  |                                    |                                    |                                    |  |  |                             |                             |                             |  |
|  | 4                                        | Orlando                                  | 5                                        | Atlanta          | 2   | 2                                      |                                        |                                        |  |  |                                    |                                    |                                    |  |  |                             |                             |                             |  |
|  | 4                                        | Orlando                                  |                                          |                  |     |                                        |                                        |                                        |  |  |                                    |                                    |                                    |  |  |                             |                             |                             |  |
|  | 5                                        | Atlanta                                  | 4                                        |                  |     |                                        |                                        |                                        |  |  |                                    |                                    |                                    |  |  |                             |                             |                             |  |
|  | 5                                        | Atlanta                                  | 4                                        |                  | 1   | Chicago                                | 1                                      |                                        |  |  |                                    |                                    |                                    |  |  |                             |                             |                             |  |
|  | Eastern Conference                       |                                          |                                          |                  | 1   | Chicago                                | 1                                      |                                        |  |  |                                    |                                    |                                    |  |  |                             |                             |                             |  |
|  |                                          |                                          | 2                                        | Miami            | 4   |                                        |                                        |                                        |  |  |                                    |                                    |                                    |  |  |                             |                             |                             |  |
|  | 2                                        | Miami                                    | 2                                        | Miami            | 4   | 4                                      |                                        |                                        |  |  |                                    |                                    |                                    |  |  |                             |                             |                             |  |
|  | 2                                        | Miami                                    |                                          |                  |     |                                        |                                        |                                        |  |  |                                    |                                    |                                    |  |  |                             |                             |                             |  |
|  | 7                                        | Philadelphia                             | 1                                        |                  |     |                                        |                                        |                                        |  |  |                                    |                                    |                                    |  |  |                             |                             |                             |  |
|  | 7                                        | Philadelphia                             | 1                                        |                  | 2   | Miami                                  | 4                                      |                                        |  |  |                                    |                                    |                                    |  |  |                             |                             |                             |  |
|  |                                          |                                          |                                          |                  | 2   | Miami                                  | 4                                      |                                        |  |  |                                    |                                    |                                    |  |  |                             |                             |                             |  |
|  |                                          |                                          | 3                                        | Boston           | 1   |                                        |                                        |                                        |  |  |                                    |                                    |                                    |  |  |                             |                             |                             |  |
|  | 3                                        | Boston                                   | 3                                        | Boston           | 1   | 4                                      |                                        |                                        |  |  |                                    |                                    |                                    |  |  |                             |                             |                             |  |
|  | 3                                        | Boston                                   |                                          |                  |     |                                        |                                        |                                        |  |  |                                    |                                    |                                    |  |  |                             |                             |                             |  |
|  | 6                                        | New York                                 | 0                                        |                  |     |                                        |                                        |                                        |  |  |                                    |                                    |                                    |  |  |                             |                             |                             |  |
|  | 6                                        | New York                                 | 0                                        |                  | EC2 | Miami Heat                             | 2                                      |                                        |  |  |                                    |                                    |                                    |  |  |                             |                             |                             |  |
|  |                                          |                                          |                                          |                  |     |                                        |                                        |                                        |  |  |                                    |                                    |                                    |  |  |                             |                             |                             |  |
|  |                                          |                                          | WC3                                      | Dallas Mavericks | 4   |                                        |                                        |                                        |  |  |                                    |                                    |                                    |  |  |                             |                             |                             |  |
|  | 1                                        | San Antonio                              | WC3                                      | Dallas Mavericks | 4   | 2                                      |                                        |                                        |  |  |                                    |                                    |                                    |  |  |                             |                             |                             |  |
|  | 1                                        | San Antonio                              |                                          |                  |     |                                        |                                        |                                        |  |  |                                    |                                    |                                    |  |  |                             |                             |                             |  |
|  | 8                                        | Memphis                                  | 4                                        |                  |     |                                        |                                        |                                        |  |  |                                    |                                    |                                    |  |  |                             |                             |                             |  |
|  | 8                                        | Memphis                                  | 4                                        |                  | 4   | Oklahoma                               | 4                                      |                                        |  |  |                                    |                                    |                                    |  |  |                             |                             |                             |  |
|  |                                          |                                          |                                          |                  | 4   | Oklahoma                               | 4                                      |                                        |  |  |                                    |                                    |                                    |  |  |                             |                             |                             |  |
|  |                                          |                                          | 8                                        | Memphis          | 3   |                                        |                                        |                                        |  |  |                                    |                                    |                                    |  |  |                             |                             |                             |  |
|  | 4                                        | Oklahoma                                 | 8                                        | Memphis          | 3   | 4                                      |                                        |                                        |  |  |                                    |                                    |                                    |  |  |                             |                             |                             |  |
|  | 4                                        | Oklahoma                                 |                                          |                  |     |                                        |                                        |                                        |  |  |                                    |                                    |                                    |  |  |                             |                             |                             |  |
|  | 5                                        | Denver                                   | 1                                        |                  |     |                                        |                                        |                                        |  |  |                                    |                                    |                                    |  |  |                             |                             |                             |  |
|  | 5                                        | Denver                                   | 1                                        |                  | 3   | Dallas                                 | 4                                      |                                        |  |  |                                    |                                    |                                    |  |  |                             |                             |                             |  |
|  | Western Conference                       |                                          |                                          |                  | 3   | Dallas                                 | 4                                      |                                        |  |  |                                    |                                    |                                    |  |  |                             |                             |                             |  |
|  |                                          |                                          | 4                                        | Oklahoma         | 1   |                                        |                                        |                                        |  |  |                                    |                                    |                                    |  |  |                             |                             |                             |  |
|  | 2                                        | LA Lakers                                | 4                                        | Oklahoma         | 1   | 4                                      |                                        |                                        |  |  |                                    |                                    |                                    |  |  |                             |                             |                             |  |
|  | 2                                        | LA Lakers                                |                                          |                  |     |                                        |                                        |                                        |  |  |                                    |                                    |                                    |  |  |                             |                             |                             |  |
|  | 7                                        | New Orleans                              | 2                                        |                  |     |                                        |                                        |                                        |  |  |                                    |                                    |                                    |  |  |                             |                             |                             |  |
|  | 7                                        | New Orleans                              | 2                                        |                  | 2   | LA Lakers                              | 0                                      |                                        |  |  |                                    |                                    |                                    |  |  |                             |                             |                             |  |
|  |                                          |                                          |                                          |                  | 2   | LA Lakers                              | 0                                      |                                        |  |  |                                    |                                    |                                    |  |  |                             |                             |                             |  |
|  |                                          |                                          | 3                                        | Dallas           | 4   |                                        |                                        |                                        |  |  |                                    |                                    |                                    |  |  |                             |                             |                             |  |
|  | 3                                        | Dallas                                   | 3                                        | Dallas           | 4   | 4                                      |                                        |                                        |  |  |                                    |                                    |                                    |  |  |                             |                             |                             |  |
|  | 3                                        | Dallas                                   |                                          |                  |     |                                        |                                        |                                        |  |  |                                    |                                    |                                    |  |  |                             |                             |                             |  |
|  | 6                                        | Portland                                 | 2                                        |                  |     |                                        |                                        |                                        |  |  |                                    |                                    |                                    |  |  |                             |                             |                             |  |

### Konferenskvartsfinaler

#### Eastern Conference
Boston Celtics vs. New York Knicks (4-0)
Chicago Bulls vs. Indiana Pacers (4-1)
Miami Heat vs. Philadelphia 76ers (4-1)
Orlando Magic vs. Atlanta Hawks (2-4)

#### Western Conference
Dallas Mavericks vs. Portland Trail Blazers (4-2)
Los Angeles Lakers vs. New Orleans Hornets (4-2)
Oklahoma City Thunder vs. Denver Nuggets (4-1)
San Antonio Spurs vs. Memphis Grizzlies (2-4)

### Konferenssemifinaler

#### Eastern Conference
Chicago Bulls vs. Atlanta Hawks (4-2)
Miami Heat vs. Boston Celtics (4-1)

#### Western Conference
Los Angeles Lakers vs. Dallas Mavericks (0-4)
Oklahoma City Thunder vs. Memphis Grizzlies (4-3)

### Konferensfinaler

#### Eastern Conference
Chicago Bulls vs. Miami Heat (1-4)

#### Western Conference
Dallas Mavericks vs. Oklahoma City Thunder (4-1)

### NBA-final
Miami Heat vs. Dallas Mavericks (2-4)